# Yun Ling
Yun Ling är en bergskedja i Kina. Den ligger i provinsen Yunnan, i den sydvästra delen av landet, omkring 430 kilometer nordväst om provinshuvudstaden Kunming.
Genomsnittlig årsnederbörd är 791 millimeter. Den regnigaste månaden är juli, med i genomsnitt 247 mm nederbörd, och den torraste är november, med 1 mm nederbörd.
Med Yun Ling har man historiskt sett menat berg söder och väster om sichuanbäckenet. Ibland har namnet använts för att referera till Min Shan, Qionglai Shan eller Daxue Shan. Provinsen Yunnan betyder "söder om det molniga" och man kan därmed säga att provinsen fick sitt namn från bergskedjan som kan översättas till "molniga bergen".